# Kéler Béla
Kéler Béla (Adalbert Paul von Kéler) (Bártfa, 1820. február 13. – Wiesbaden, 1882. november 21.) magyar zeneszerző, karmester, zenetanár, hegedűművész.

## Élete
1845-ben több szerzeményével Bécsbe ment, hogy ott magát kiművelje és egyszersmind a hegedűjátszásban is tökéletesítse. Az udvari operaház hegedűse lett. Csakhamar Berlinbe szerződtették a Sommer-féle zenekar karmesterének (1854), mely állásában mint magánhegedűs, s több sikeres tánczene szerzője hírnevet szerzett. 1863-ban Wiesbadenban állt a katonai zenekar élére, végül 1867-ben az ottani fürdő zenekarának karmesterévé nevezték ki, s ebben az állásban 1873-ig dolgozott. Tevékenységének termékeny, hangsúlyos része erre az időszakra esik, életművének javát itt alkotta, mint zeneszerző és dirigens. Magyar művészként Németországban a magyar zene terjesztésében is jelentős szerepe volt, részint eredeti, részint pedig magyar művek zenekari átírásával.

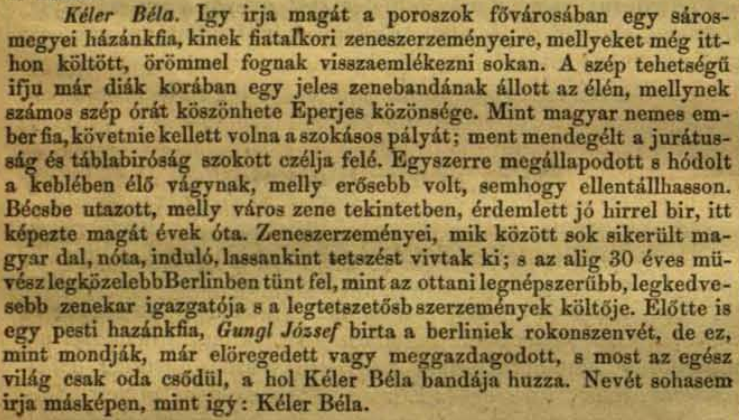
Híradás németországi sikeréről (in: Vasárnapi Ujság 1854. 176. l.)

## Művei

### Zeneszerző
- Magyar vígjáték-nyitány
- Katonaélet / Soldier Life
- Bártfai Emlék Csárdás op. 31
- Magyar takarodó
- Ladies Polka Op.29[9]
- Kárpátok (1854) - Kéler Béla legfontosabb és egyben legterjedelmesebb műve tenor, férfikar, szimfonikus zenekar és szavaló számára. Bár a csaknem egy órás kompozíció címe a Kárpátok, a szerzőt kizárólag a Magas-Tátra környezete ihlette, amely szülőhelye közelében található. Tételei sorrendben: Nyitány és 5 zenei festmény (Lomnici csúcs, Poprádi halastó, Vashámorok, Vadászat, Ótátrafüreden). E műve, a Kárpátok idilli zenei képe a programzene újkori vonulatának első művei közé tartozik, amelyet a táj természeti szépségei és a környezetének mindennapjai ihlettek.[10]

### Szövegíró
- Messze, messze Rodostóba
- Csendül a nóta

## Emlékezete
- A Kéler Béla Társaság honlapja a szerző fotókkal kísért életrajzával, műveinek részletes ismertetésével